# Бентцен, Эрлинг
Эрлинг Бентцен (норв. Erling Bentzen; 8 января 1897 года — 12 декабря 1962 года) — норвежский политический деятель, редактор газеты «Nordlands Arbeiderblad», член Норвежской рабочей и Коммунистической партий. Выпускник Международной ленинской школы.

## Биография
Эрлинг Бентцен родился 8 января 1897 года в Осло, вскоре его семья переехала в город Сарпсборг. В 1911 году Бентцен вступил в ряды норвежского Социал-демократического союза молодежи (Socialdemokratiske Ungdomsforbund), потом стал членом Рабочей партии. Работал в Осло на газовом заводе, производящем газ из угля, стал секретарем отраслевого профсоюза.
В 1923 году вышел из рядов Рабочей партии и вступил в созданную в стране коммунистическую партию. В 1926 году был делегатом 7-го расширенного пленума Исполнительного Комитета коммунистического Интернационала. С 1926 по 1928 год был членом Политбюро коммунистической партии, а с 1927 по 1928 год — руководителем отделения партии в Осло и Акерсхусе.
В 1928 году поступил и учился в Москве в Международной Ленинской школе. После возвращения на родину, в 1932 году стал членом Политбюро Коммунистической партии Норвегии, с 1932 по 1934 год был редактором органа компартии Норвегии — газеты Arbeideren. В 1934 году был уволен за отклонение от указаний Коминтерна, высшего органа Коммунистической партии Норвегии.
После увольнения работал на местном доке. В годы оккупации Норвегии нацистской Германией, в сентябре 1941 года был арестован гестапо после «молочной забастовки», вызванной уменьшением ежедневной квоты молока, выдаваемого рабочим. В апреле 1942 года был отправлен немцами в концентрационный лагерь Грини, потом был переведен в концлагерь Заксенхаузен. Оставался здесь до конца Второй мировой войны. После войны, с 1949 по 1952 год, работал редактором газеты «Nordlands Arbeiderblad», затем работал журналистом в партийной газете «Friheten» («Свобода»). Скончался 12 декабря 1962 года.